# Locomotiva FS 670
La locomotiva a vapore gruppo 670 è una locomotiva di tipo particolare a cabina anteriore che le Ferrovie dello Stato ereditarono dalla cessata Rete Adriatica nel 1905.

## Storia
La locomotiva a vapore del gruppo 670 è una realizzazione tecnica d'avanguardia che il Servizio Trazione di Firenze, della Rete Adriatica, guidato dall'Ingegnere Plancher sviluppò alcuni anni prima del passaggio dalla sua rete alle Ferrovie dello Stato allo scopo di risolvere alcune delle problematiche più importanti tipiche della trazione a vapore: 
1. La necessità di aumentare la potenza richiedeva un allungamento del forno e quindi un allungamento della locomotiva. La soluzione adottata, cioè l'inversione della locomotiva, permetteva di utilizzare lo spazio del carrello per sistemarvi sopra, sia il forno che la cabina di guida; il tutto entro un rodiggio 4-6-0. La soluzione tradizionale avrebbe richiesto quanto meno un 4-6-2.
2. La cabina anteriore permetteva al macchinista una migliore visibilità della linea nelle lunghe gallerie della Milano-Roma, linea nella quale la 670 avrebbe prestato servizio.
3. Contenere al massimo i gravi, e spesso tragici, problemi respiratori del personale di macchina che vi prestava servizio nei tratti in salita delle gallerie.

La locomotiva venne presentata all'Esposizione Universale di Parigi del 1900 con il numero di 3701 destando grande interesse e accendendo anche tante controversie tra gli ingegneri ferroviari dell'epoca. La rete francese dell'Ovest volle effettuare delle prove tecniche sulla propria rete; la locomotiva venne provata sulla Parigi-Le Mans e sulle linee per Rouen e Évreux con risultati apprezzabili raggiungendo i 126 chilometri orari con un treno di dieci carrozze. Tuttavia, nonostante la buona riuscita, rimase una serie unica. Il progetto venne ripreso nel 1910 dalla Southern Pacific, che negli Stati Uniti gestiva linee ferroviarie acclivi e tortuose con lunghe gallerie, con grande successo e gradimento da parte del personale di condotta.

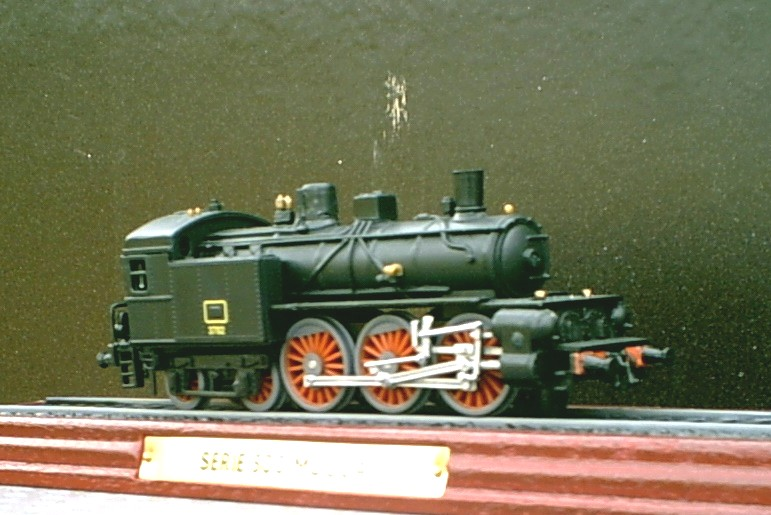
Riproduzione in scala della locomotiva gr. 670 Mucca vista dal lato tender

## Caratteristiche
Le locomotive erano a vapore saturo a doppia espansione e 4 cilindri, due interni e due esterni.
La caratteristica più appariscente era il tender, in realtà essenzialmente un vagone cisterna munito di garitta. Questa disposizione le fece affibbiare il nomignolo che la caratterizzerà per sempre, Mucca, forse perché dava l'impressione di una mucca col vitellino appresso.
Il carico di carbone invece era posto ai due lati della caldaia come nelle locotender. Il prototipo 3701, poi immatricolato come RA 5001 e 6701 FS, venne costruito dalle stesse officine sociali della Rete Adriatica.
Le successive serie vennero costruite dalla Borsig di Berlino (da 6702 a 6707 e da 6713 a 6716) e dalla Breda di Milano (da 6708 a 6711) il primo gruppo (tra 1902 e 1903), ancora dalla Borsig (nel 1902) le 6706, 6712 e 6717 il secondo gruppo, e dalla Breda le macchine da 6718 a 6743 (tra 1905 e 1906).
Le varie miniserie differivano per alcuni particolari: La capacità del tender che nel prototipo era di 15 t venne aumentata a 20 t nelle locomotive successive. Le tre Borsig del secondo gruppetto avevano la potenza di 980 CV,anziché di 870, come le altre e una caldaia con una maggiore superficie tubiera e una più grande produzione oraria di vapore. Infine l'ultima serie aveva una cabina più lunga oltre ad altri particolari minori.
Fra i motivi che si pensa determinarono la non prosecuzione del progetto furono il fatto che il fuochista dovendo lavorare rivolto all'indietro, non poteva collaborare alla sorveglianza del percorso; inoltre la carboniera posta ai lati creava spesso intralcio reciproco ai due agenti in cabina e, non ultimo, il fatto che, posto davanti, il macchinista non rilevava in tempo i segnali di eventuali problemi tecnici come rumori anomali o odori di riscaldamento di boccole e cuscinetti di biella.